# Mont Hamiguitan
Le mont Hamiguitan est situé dans la province du Davao Oriental aux Philippines. Il culmine à 1 620 m d'altitude.
Le mont et ses environs abritent une des populations sauvages les plus variées du pays. On peut ainsi y trouver l'aigle des Philippines et plusieurs espèces de népenthès. Quelques-unes de ces espèces, notamment Nepenthes peltata, sont endémiques de cette région. Le mont possède une aire forestière protégée d'environ 2 000 hectares. Sa forêt moussue naine unique est remarquable. Elle contient aussi de nombreuses espèces animales et végétales rares, endémiques et en danger.
La chaîne du mont Hamiguitan, d'une superficie de 68,34 km², a été déclarée parc national et sanctuaire de la faune et la flore en 2003. En 2014, le parc a été inscrit au Patrimoine mondial de l'UNESCO.

## Flore et faune

### Flore
Le Conseil philippin pour l'Agriculture, la gestion des forêts, les ressources naturelles et le développement (PCAARRD) indique que la montagne est habitée par 878 espèces, dont 34 espèces menacées, 33 espèces rares, 163 espèces endémiques et 204 espèces importantes sur le plan économique Les plantes les plus communes sont les suivantes :

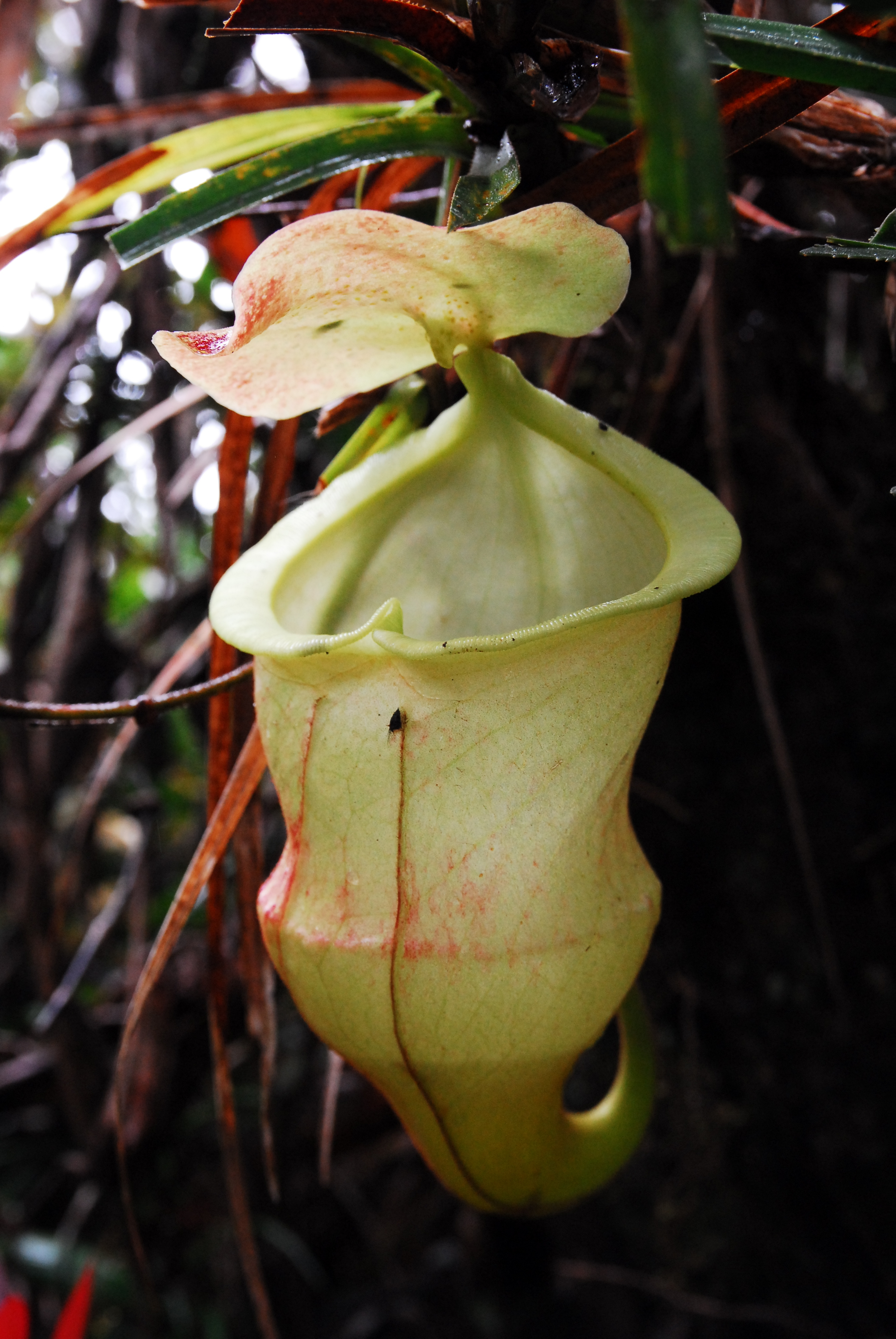
Nepenthes hamiguitanensis.

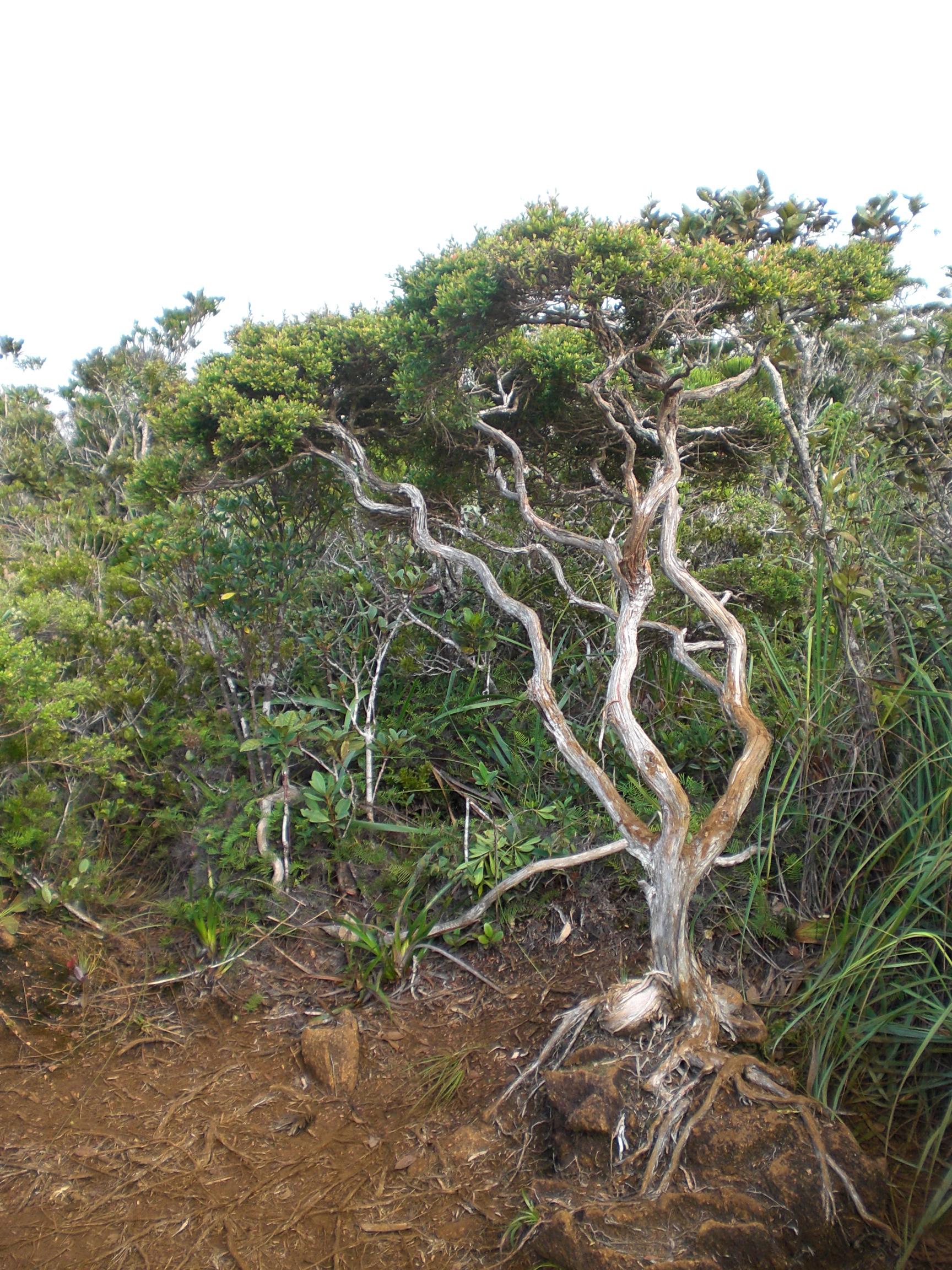
Un arbre de la forêt naine du mont Hamiguitan.

### Faune
La liste rouge de l'Union internationale pour la conservation de la nature (UICN) a identifié au moins 11 espèces vertébrées menacées :
- Aigle des Philippines (Pithecophaga jefferyi)
- Renard volant des Philippines (Acerodon jubatus)
- Chauve-souris Hipposideros des Philippines (Hipposideros obscurus)
- Tarsier des Philippines (Tarsius syrichta)
- Sanglier des Philippines (Sus philippensis)
- Cerf des Philippines (Cervus mariannus)
- Chauve-souris frugivore de Fischer (Haplonycteris fischeri)
- Civette palmiste d'Asie (Paradoxurus hermaphroditus)
- Cacatoès des Philippines (Cacatua haematuropygia)
- Phapitréron de Tawi-Tawi (Phapitreron cinereiceps)
- Calao des Philippines (Penelopides panini)
- Souimanga de Hachisuka (Aethopyga primigenius)
- Petit-duc de Gurney (Mimizuku gurneyi)
- Rat à queue velue d'Hamiguitan (Batomys hamiguitan)
- Grenouille arboricole (Philautus acutirostris)